# احیای حرارتی منیزیم

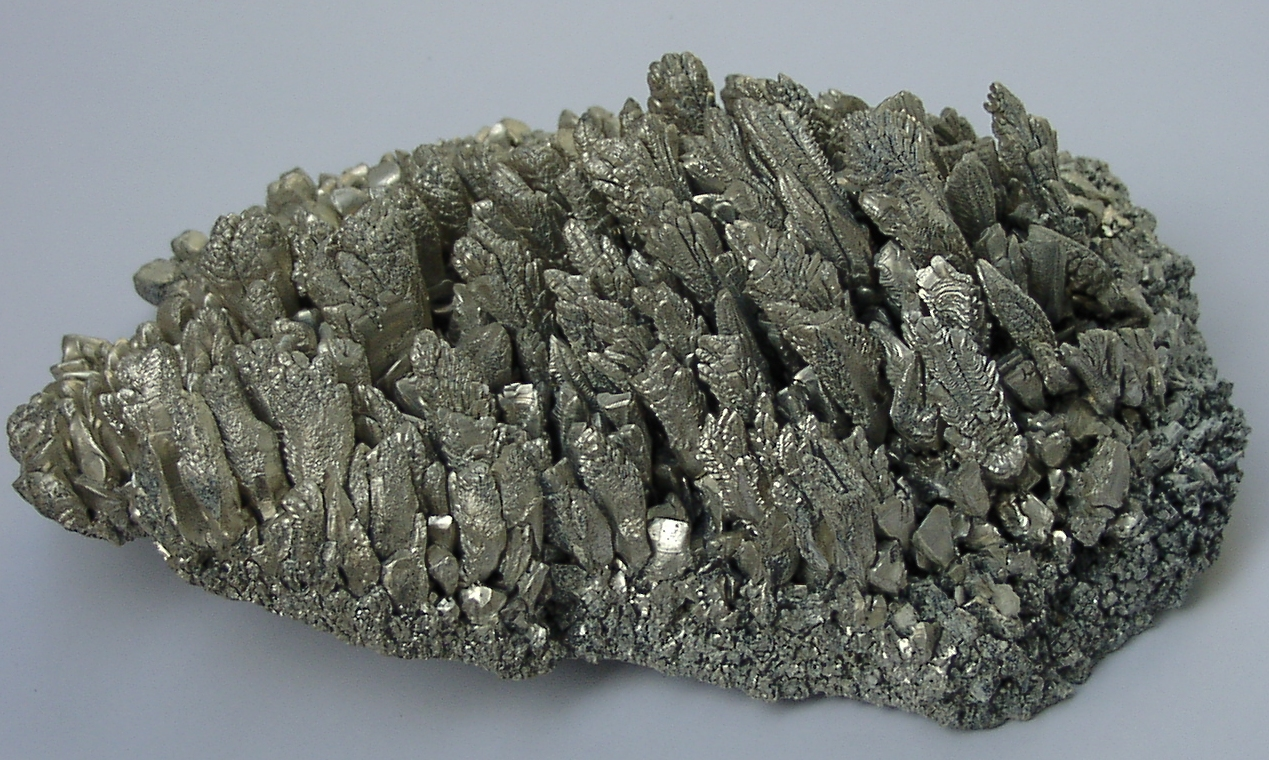
بلورهای منیزیم با بخار سپرده شده از فرایند Pidgeon

احیای حرارتی منیزیم یکی از روشهای تولید فلز منیزیم از طریق سیلیوترمی کاهشی است. تولید عملی تقریباً ۳۵–۴۰ مگاوات ساعت بر تن از فلز تولید شده می‌باشد، که با روشهای تولیدالکترولیتی نمک مذاب مطابقت دارد، هر چند بالاتر از حداقل ۷ مگاوات در ساعت برتن تئوری است.

## علم شیمی
معادله شیمیایی اساسی این فرایند:
Si (s) + 2 MgO (s) ↔ SiO2 (s) + 2 Mg (g) (درجه حرارت بالا، منطقه جوش تقطیر)
سیلیکون و منیزیم در تولید سیلیس و منیزیم واکنش نشان می‌دهند.
گرچه طبق نمودارهای الیینگام، این واکنش از نظر ترمودینامیکی نامطلوب است، مطابق اصل تعادل لو چتلیر ، با تأمین مداوم گرما می‌تواند پیوسته به سمت راست رانده شده و با تقطیر منیزیم بخار یکی از محصولات حذف می‌شود نقطه جوش فشار اتمسفر فلز منیزیم بسیار پایین است، فقط ۱۰۹۰ درجه سانتیگراد، و حتی در خلاء کمتر است. به واسطهٔ همین خلاء ترجیح داده می‌شود، زیرا دمای کمتری را برای ذوب امکان‌پذیر می‌کند.
رایجترین و ارزان‌ترین شکل سیلیکون به عنوان آلیاژ فروسیلیسون است. آهن موجود در آلیاژ در واکنش تماشاگر است.
ماده اولیه منیزیم در این واکنش اکسید منیزیم است که با چند روش قابل دستیابی است. در تمام موارد، مواد اولیه باید با روش کلسینه کردن آب و دی‌اکسید کربن حذف کنند، که در دمای واکنش به حالت گاز در می‌آید، در فضای اطراف بخار منیزیم قرار دارد و به دنبال برگشت واکنش است.
یک راه این است که از طریق دریا یا آب شیرین کلرید منیزیم با هیدرولیز هیدروکسید شود، که با حذف آب به اکسید منیزیم تبدیل می شود. روش دیگر استفاده از منیزیت معدنی (MgCO 3) است که با حذف دی‌اکسید کربن به اکسید منیزیم تبدیل شده‌است. دولومیت به عنوان مواد اولیه استخراج می‌شود و مورد استفاده قرار می‌گیرد. دولومیت، یک مخلوط (کلسیم، منیزیم) CO 3، که در آن اکسید کلسیم در منطقه واکنش scavenges سیلیس تشکیل می‌دهد و گرما آزاد کرده و با مصرف یکی از محصولات، فشار معادلهٔ واکنش به تعادل می‌رسد.
(Ca, Mg) CO 3 ()) CaO. از MgO (بازدید کنندگان) + CO 2 (g) و (دولومیت تکلیس)
(Fe و Si) (بازدید کنندگان) + 2 MgO در (بازدید کنندگان) ↔ آهن (بازدید کنندگان) + SiO 2 در (بازدید کنندگان) + ۲ میلی‌گرم (گرم)
CaO + SiO 2 → CaSiO 3
فرایند Pidgeon یک فرایند دسته ای است که در آن دولومیت در نهایت با کلسیم پودر شده ریز و فروسیلیکون مخلوط می‌شود، سپس در مخازن بریکت ساخته شده و با آلیاژ نیکل-کروم-فولاد شارژ می‌شوند. گرمای فضایی که در آن واکنش گرم صورت می‌گیرد توسط زغال سنگ یا گاز تأمین می‌شود. همچنین می‌توان کوره‌های برقی به عنوان کوره می‌توان بهره بردمی، در قسمت دیگر کوره مجموعه ای از کندانسورها برای خنک کاری وجود دارد. این کوندانسور‌ها در امتداد کوره قرار دارند و با آب خنک می‌شوند. به دلیل تقطیر، تاجهای منیزیم با خلوص بسیار بالا تولید می‌شوند و سپس جدا می‌شوند و به صورت شمش‌ها ریخته‌گری می‌شوند.

## فرایند کاربوترمی غیرممکن است
استفاده متالورژیک متداول از کربن به عنوان ماده کاهنده به جای سیلیکون قابل استفاده نیست، زیرا دی‌اکسید سیلیکون یک جامد است، در حالی که دی‌اکسید کربن و مونوکسید هر دو گاز هستند و منیزیم را در ناحیه میعان قرار دارد و واکنش را به شرح زیر بر می‌باشد.
C (s) + MgO (s) → CO (g) + Mg (g) (درجه حرارت بالا، منطقه جوش تقطیر)
CO (g) + Mg (g) → C (s) + MgO (s) (دمای پایین، منطقه تغلیظ تقطیر)
در این حالت، واکنش کربوترمیک باعث می‌شود که بخارها به داخل مناطق خنک‌کننده در داخل رآکتور منتقل شوند، حتی اگر به‌طور موقت مونوکسید کربن و بخارات منیزیم واقعی وجود داشته باشد. البته یک فرایند تولید منیزیم با کربن وجود دارد، که از یخ زدگی بخارات منیزیم در حالت گاز استفاده می‌کند، که البته این واکنش نباید به صورت معکوس برگشت‌پذیر باشد. همچنین باید یک فرایند اقتصادی صنعتی باشد.
در دماهایی که منیزیم هنوز مایع یا جامد است (حدوداً ۶۰۰–۷۰۰ درجه سانتیگراد)، اما اکسیدهای کربن گازی هستند، قوانین ترمودینامیکی واکنشها را غیر عملی می‌کند، حتی اگر به عنوان مثال مونوکسید کربن توسط آرگون محافظت شود. از نظر تئوری می‌توان تعادل واکنش شیمیایی را به طریقی ایجاد کرد، اما اگر واکنش در جهت رفت سرعت بالایی داشته و در جهت برگشت دارای سرعت کمی باشد، از نظر عملی آهسته است.
در دماهای پایین، انرژی واکنش بر همه چیز غالب است، و از این نظر سیلیکون از کربن فراتر است، زیرا دی‌اکسید سیلیکون دارای حرارت بسیار بیشتری از اکسیدهای کربن است، همان‌طور که در نمودارهای الیینگام مشاهده می‌شود.

## پیشینه تاریخی
این روند در اوایل دهه ۱۹۴۰ توسط دکتر لوید مونتگومری پیجون از شورای تحقیقات ملی کانادا (NRC) اختراع شد. اولین کارخانه در سال ۱۹۴۱ ساخته شد و توسط دومینیون منیزیم در هالی ، انتاریو، کانادا به بهره‌برداری رسید. این فرایند به مدت ۶۳ سال فعالیت داشته‌است، که اخیراً توسط Timminco Metals انجام شده‌است. در ۱۰ سال گذشته، فرایند Pidgeon به سلطه بر تولید منیزیم در جهان رسیده‌است. چین منبع اصلی تولید فلز منیزیم است که تقریباً منحصراً به این روش متکی است.
روش سیلیکوترمی کاهشی دولومیت برای نخستین بار توسط دکتر آماتی در سال ۱۹۳۸ در دانشگاه پادوا به اجرا درآمد، جایی که پایان‌نامه وی بایگانی شده‌است. بلافاصله پس از آن، یک محصول صنعتی در بولزانو تأسیس شد. این فرایند با استفاده از ممانعت از گرمایش خارجی در مفهوم مشابه با پروژه‌هایی که دکتر پیدون دو سال بعد از آن استفاده کرده بود، استفاده شده‌است.

## مسائل بازار جهانی
پیش از اواسط دهه ۱۹۹۰، بازار جهانی برای تولید فلز منیزیم تحت سلطه فرایندهای الکترولیتی قرار داشته و ایالات متحده به عنوان تأمین کننده اصلی آن قرار داشت. برای بیش از ۸۰ سال، شرکت شیمیایی داو با استفاده از الکترولیز کلرید منیزیم از آب دریا منیزیم استخراج کرده‌است، که یک تأمین کننده اصلی فلز منیزیم تا زمان تعطیل شدن در سال ۱۹۹۸ بود، یک کارخانه ظرفیت ۶۵ کیلوتن در سال در نزدیکی فریپورت، TX فعالیت می‌کرد. از سال ۲۰۰۵، در یوتا، منیزیم ایالات متحده، یک شرکت تولیدکننده تنها ایالات متحده وجود دارد، یک شرکت که در Magcorp در حال حاضر بهره‌برداری است. در سال ۲۰۰۵، آمریکا حدود ۴۵ از ۶۱۵ کیلوتن در سال (۷٪) را تولید کرد، در حالی که در سال ۱۹۹۵ ۱۴۰ از ۳۱۱ کیلوتن در سال (۴۵٪). در مقابل، در سال ۲۰۰۵ چین ۴۰۰ مورد از ۶۱۵ کیلوتن در سال (۶۵٪) تولید کرد، در حالی که در مقایسه با ۱۲ از ۳۱۱ کیلوتن در سال (۴٪) در سال ۱۹۹۵بیشتر است.
قیمت فلز منیزیم در سال ۱۹۹۵ از ۲۳۰۰ دلار در روز به ۱۳۰۰ دلار در هر تن کاهش یافت، اما اخیراً (۲۰۰۴) بیش از ۲۳۰۰ دلار در تن صعود کرد، به دلیل افزایش قیمت فروسلیسون، انرژی و حمل و نقل قیمت منیزیم افزایش پیدا کرده‌است.
همان‌طور که گفته شد، راندمان انرژی فرایندهای گرمایی قابل مقایسه با فرایندهای الکترولیتی است، هر دو تقریباً به ۳۵–۴۰ مگاوات ساعت در ساعت نیاز دارند. روش Pidgeon از نظر فنی پیچیده‌تر است و به دلیل شرایط رسوب تقطیر / بخار، یک محصول با خلوص بالا و به راحتی قابل دستیابی است. در گذشته، علاوه بر ایالات متحده، سایر تولیدکنندگان مهم منیزیم نیز به‌طور سنتی شامل نورسک هیدرو از نروژ / کانادا، و تا حدی کمتر، کشورهای اتحاد جماهیر شوروی سابق، برزیل و فرانسه بودند که همگی دارای نیروی برق ارزان قیمت و فراوانی از هیدروالکتریک یا هسته ای هستند. بازیکنی که اخیراً در بازارهای جهانی قدم گذاشته اسرائیل است، در حالی که شرکت استرالیایی مگنزیوم بین‌المللی با استفاده از فرایند الکترولیتی داو برنامه‌ریزی برای کارخانه ذوب ۱۰۰ کیلو در سال در Sokhna در مصر دارد.